# Ла-Палю-сюр-Вердон
Ла-Палю́-сюр-Вердо́н (фр. La Palud-sur-Verdon, окс. La Palú de Verdon) — коммуна во Франции, находится в регионе Прованс — Альпы — Лазурный Берег. Департамент коммуны — Альпы Верхнего Прованса. Входит в состав кантона Мустье-Сент-Мари. Округ коммуны — Динь-ле-Бен.
Код INSEE коммуны — 04144.

## Население
Население коммуны на 2008 год составляло 303 человека.
| 1962 | 1968 | 1975 | 1982 | 1990 | 1999 | 2008 |
| ---- | ---- | ---- | ---- | ---- | ---- | ---- |
| 154  | 141  | 152  | 172  | 243  | 297  | 303  |

## Экономика
В 2007 году среди 222 человек в трудоспособном возрасте (15—64 лет) 161 были экономически активными, 61 — неактивными (показатель активности — 72,5 %, в 1999 году было 74,3 %). Из 161 активных работали 120 человек (76 мужчин и 44 женщины), безработных было 41 (16 мужчин и 25 женщин). Среди 61 неактивных 18 человек были учениками или студентами, 12 — пенсионерами, 31 были неактивными по другим причинам.

## Достопримечательности

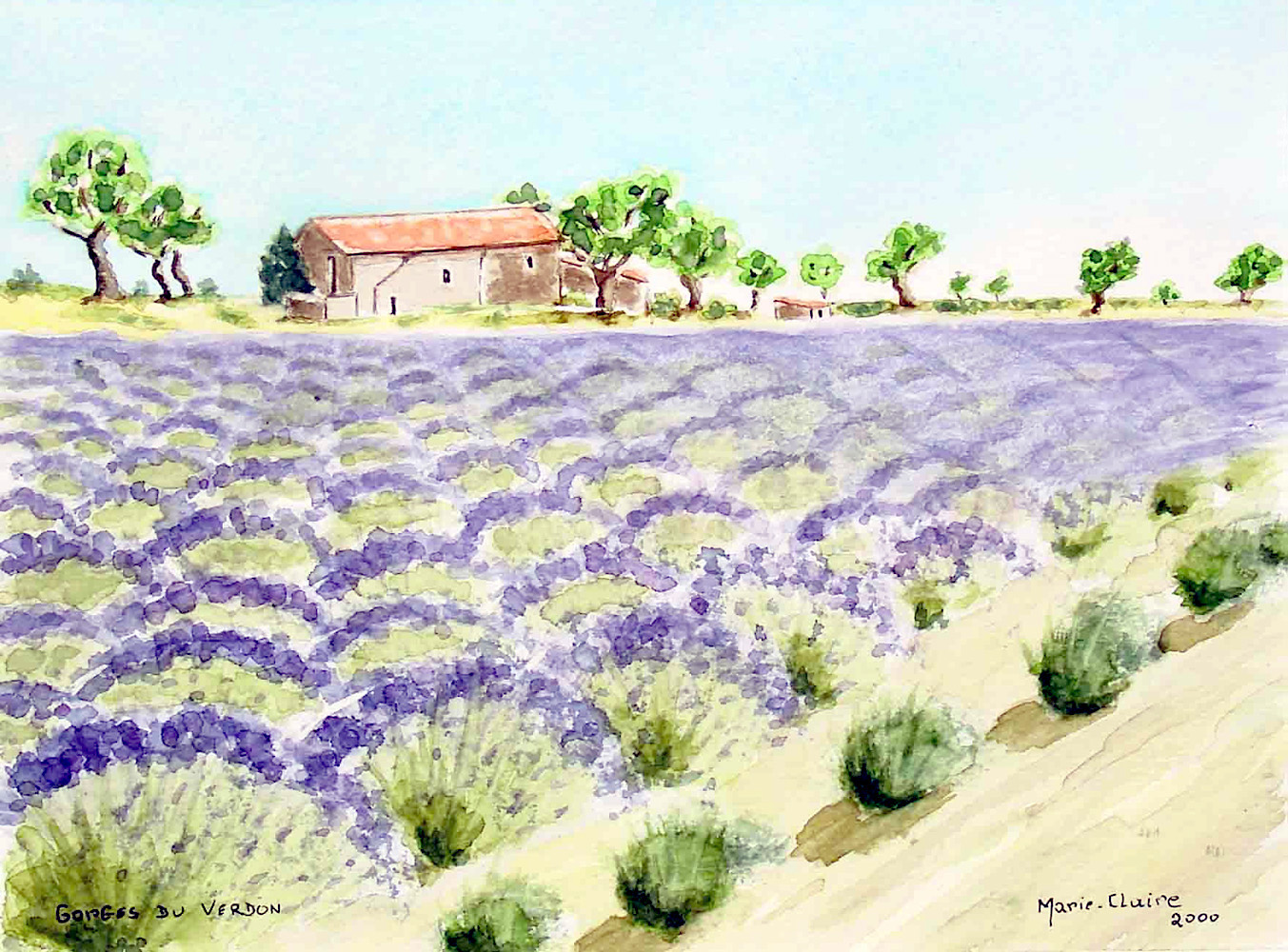
Лавандовое поле деревни.

- Замок Ла-Палю, исторический памятник
- Приходская церковь Нотр-Дам-де-Вовер
- Церковь Сен-Пон (XVIII век)
- Часовня Сен-Пьер
- Часовня Нотр-Дам-де-ла-Бом, расположена в пещере (XVI век)

## Фотогалерея

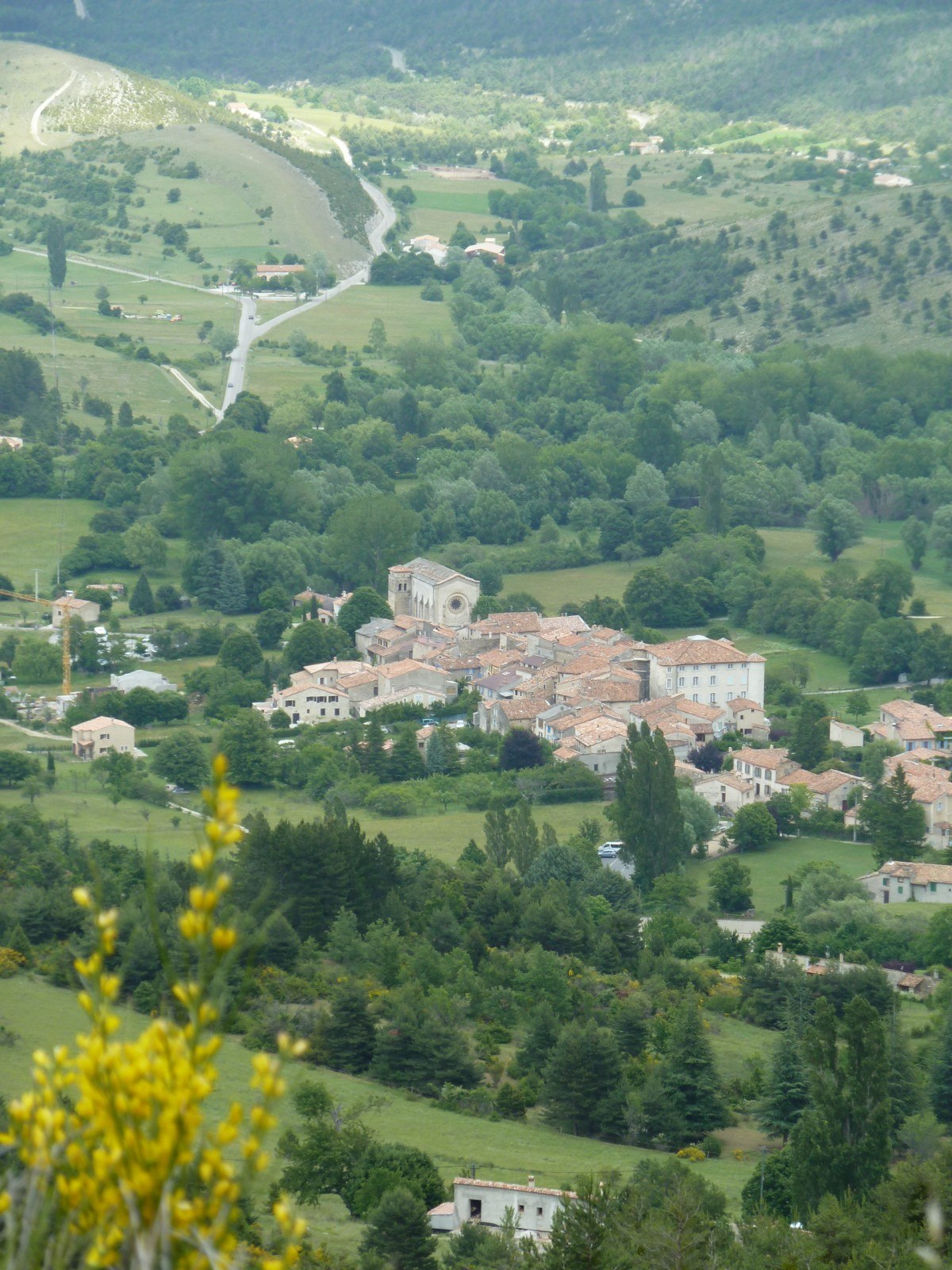
Ла-Палю-сюр-Вердон
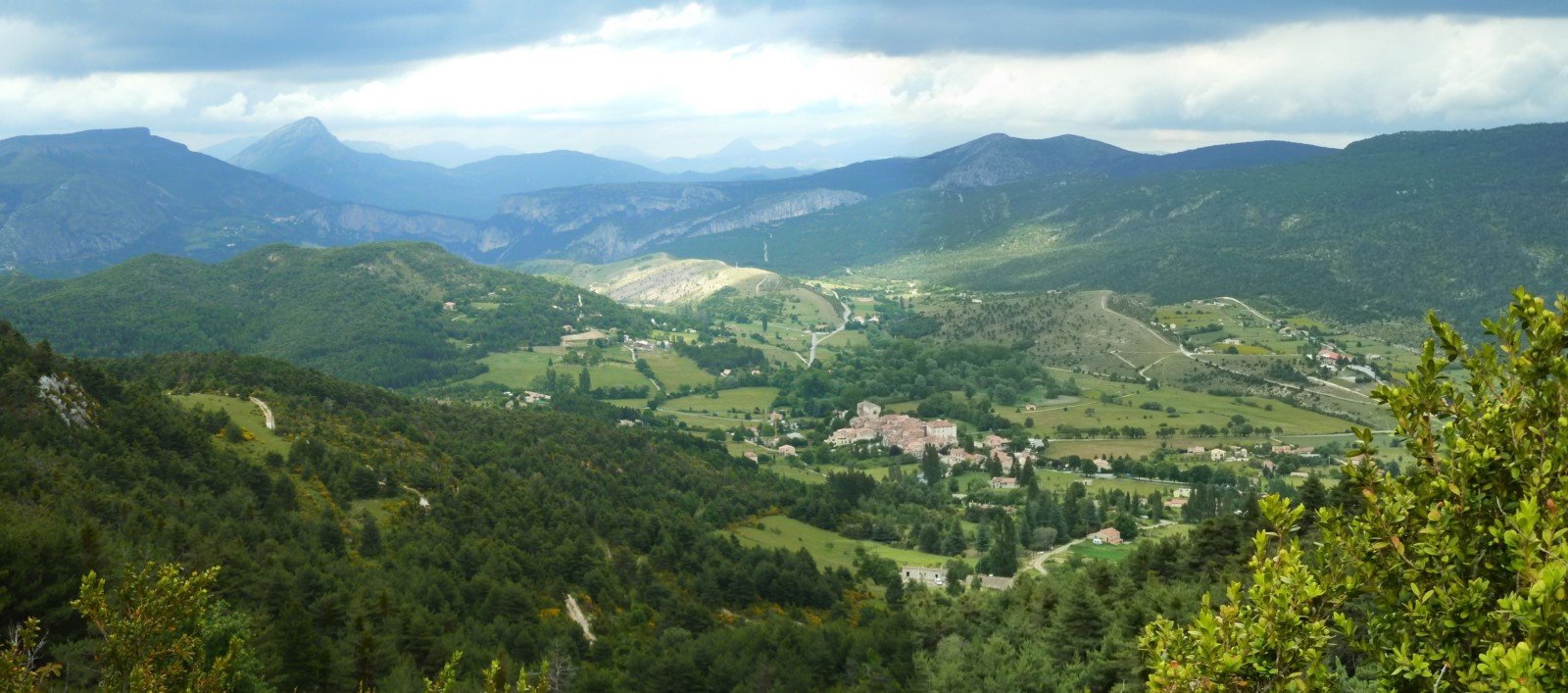
Ла-Палю-сюр-Вердон
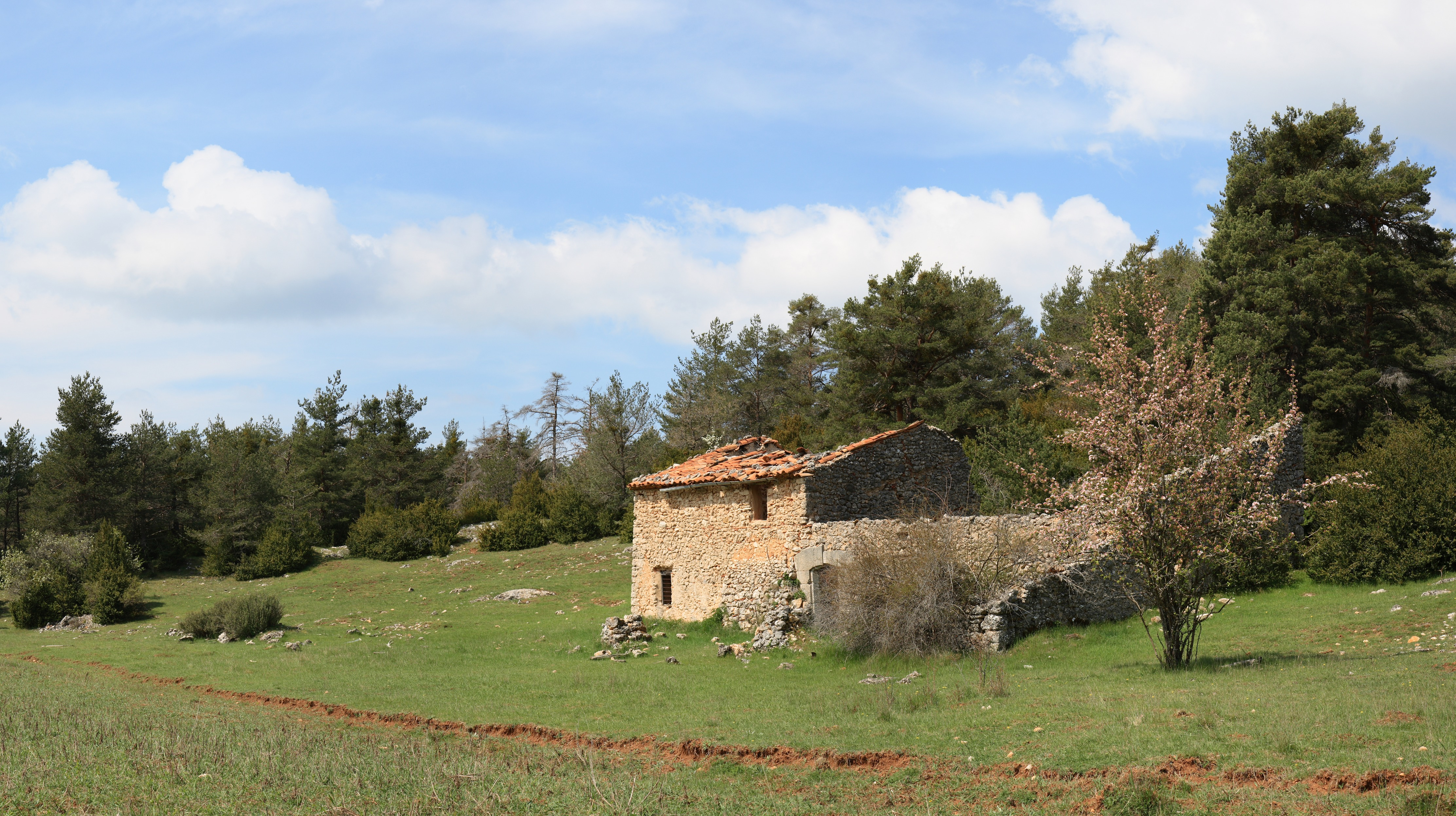